# 绒蛤
绒蛤（学名：Borniopsis tsurumaru），是帘蛤目小凱利蛤科绒蛤属的一种。主要分布于中国大陆，常栖息在潮下带10米左右。